# Погоня во времени
«Погоня во времени» — американский фантастический кинофильм.

## Сюжет
Изобретатель Ник Миллер собирает машину времени из маленького самолёта и персонального компьютера и продаёт её корпорации ДженКорп. Директор корпорации Дж. К. Робертсон, используя машину в преступных целях, едва не уничтожает привычную зрителю реальность, и Ник, чтобы остановить его, вынужден строить вторую машину времени и предотвращать заключение сделки в прошлом.

## Награды и номинации
Фильм получил  первый приз на Хьюстонском кинофестивале 1994 года как лучший независимый кинофильм в жанре фэнтези или хоррора.